# Zeitschrift für deutsches Altertum und deutsche Literatur
Die Zeitschrift für deutsches Altertum und deutsche Literatur (kurz ZfdA) ist eine Fachzeitschrift für die Germanistik mit Schwerpunkt auf der älteren Abteilung, enthält aber auch Arbeiten zur neueren deutschen Literatur.

## Profil und Entwicklung der Zeitschrift
Die Fachzeitschrift wurde 1841 von Moriz Haupt begründet und ist damit die heute älteste noch existierende Fachzeitschrift für Altgermanistik. Vorausgegangen war der Zeitschrift für deutsches Altertum, so der vollständige Titel, die von Hoffmann von Fallersleben herausgegebene zweibändige Sammlung Altdeutsche Blätter (Leipzig 1836–1840). Von 1841 bis 1875 erschien die Zeitschrift zunächst unter dem Titel Anzeiger für Deutsches Altertum und Deutsche Literatur. Seit 1931 erscheint sie quartalsweise.
Die Zeitschrift für deutsches Altertum wird derzeit herausgegeben vom Marburger Germanisten Jürgen Wolf in der Nachfolge von Joachim Heinzle und Franz Josef Worstbrock und erscheint im S. Hirzel Verlag in Stuttgart.
Ältere Jahrgänge sind in digitalisierter Form über DigiZeitschriften (bis 2016) und JSTOR (bis 2006) zugänglich.

## ZfdA-Beihefte
Seit 1996 erscheinen in unregelmäßiger Folge die ZfdA-Beihefte als Schriftenreihe.